# Juliusburg
Juliusburg est une petite commune allemande du Schleswig-Holstein, située dans l'arrondissement du duché de Lauenbourg (Kreis Herzogtum Lauenburg), à six kilomètres au nord-ouest de la ville de Lauenburg/Elbe. Juliusburg est l'une des dix communes de l'Amt Lütau dont le siège est à Lauenburg.